# Cartesio (nome)
Cartesio  è un nome proprio di persona italiano maschile. 

## Origine e diffusione

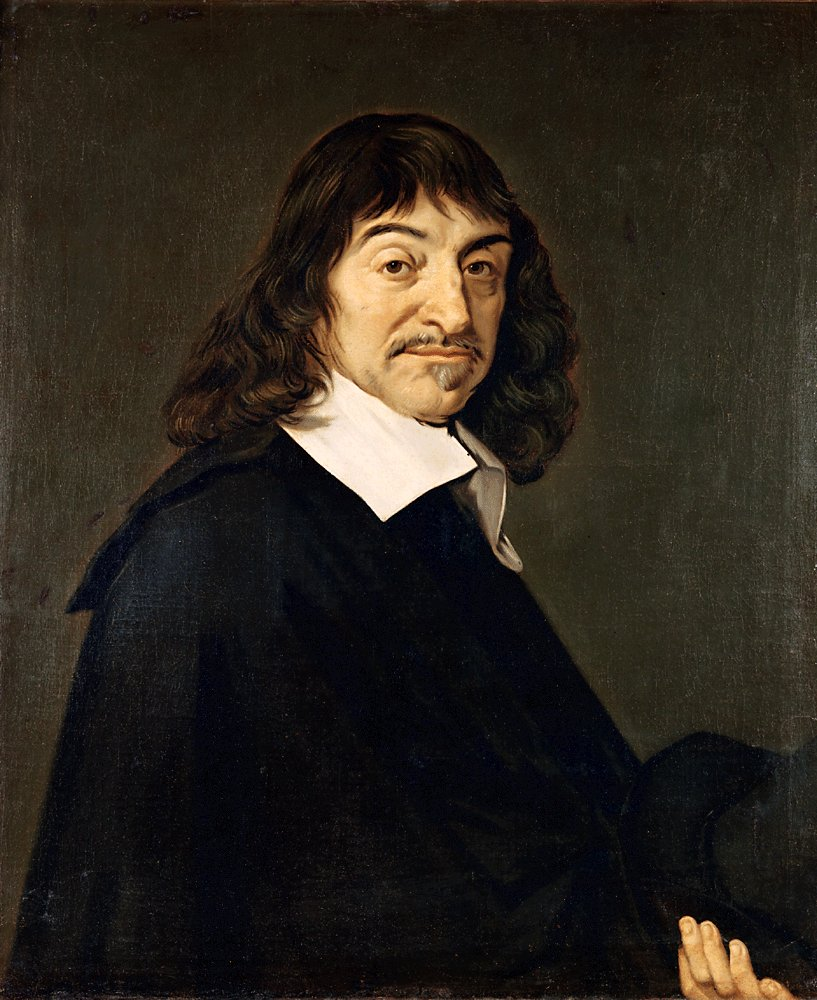
Cartesio dipinto da Frans Hals

Nome di scarsissima diffusione, disperso fra l'Italia centrale e settentrionale e leggermente più frequente in Toscana ed Emilia-Romagna.
Si tratta di una ripresa del nome di Cartesio, il celebre filosofo e matematico seicentesco francese. Il suo nome anagrafico era René Descartes, e "Cartesio" è una forma italianizzata del suo cognome, mutuata tramite il latino Cartesius; etimologicamente, Descartes deriva da una più antica forma Des Quartes o Des Quartis, ossia "dei quarti".

## Onomastico
Questo nome è adespota, ossia privo di santo patrono; l'onomastico può essere festeggiato, eventualmente, il 1º novembre, in occasione di Ognissanti.